# Csupics Mária
Csupics Mária,  (Százhalombatta, 1953. január 20. – Százhalombatta, 2012. április 9.) a Magyar Rádió bemondója és műsorvezetője, orosz-szerb szakos  tanár.

## Életpálya
Százhalombattán született, 1953. január 20-án, az érdi Vörösmarty Mihály Gimnáziumban érettségizett. Orosz-szerb szakos tanárként diplomázott a pécsi Tanárképző Főiskolán. Az IBUSZ-nál dolgozott idegenvezetőként. Egyik külföldi útján a csoportjában az egyik utas felfigyelt szép, tiszta beszédjére és kellemes orgánumára. Ez az utas ajánlotta Csupics Máriát Egressy István figyelmébe, aki ekkoriban a Magyar Rádió egyik főbemondója volt. Behívták meghallgatásra, és a szigorú követelmények és feltételeknek megfelelt. 1979-től bemondóként alkalmazták. A rádióban többek között a neves beszédtechnika és retorikatanár és nyelvészprofesszor  Fischer Sándor tanította. A Kossuth-, a Petőfi- és a Bartók  Rádióban is gyakran feltűnt jellegzetes hangjával. Később a rádió mellett a televízióban is dolgozott. Egy ideig az MTV1 Híradójának hírolvasó bemondója is volt. Szinkronmunkákat is rendszeresen vállalt, számos film stáblistáján hallhatjuk a hangját. Hosszan tartó, súlyos betegség után, 59 éves korában 2012. április 9-én hunyt el.